# Thoridia
Thoridia là một chi bướm đêm thuộc phân họ Tortricinae của họ Tortricidae.

## Các loài
- Thoridia veirsi Brown & Powell, 1991